# Rick Flag
Pour les articles homonymes, voir Flag.
Rick Flag (parfois Rick Flagg) est le nom de plusieurs personnages de fiction de l'univers de DC Comics. Ils partagent tous un lien de parenté : père, fils et petit-fils.

## Biographies fictives

### Rick Flag
Richard Montgomery « Rick » Flag Senior dirige une unité appelée la Suicide Squadron durant la Seconde Guerre mondiale. Durant sa première mission, il est l'unique survivant. Après la guerre, il épouse Sharon Race. En 1951, à la suite de la disparition de la Société de justice d'Amérique et autres super-héros, le Président des États-Unis Harry S. Truman rappelle Flag, qui crée la Task Force X,.
L'unité Task Force X est faite de deux unités : une militaire ("Argent", dirigée par "Control") et une unité civile, la Suicide Squad avec des repris de justice.
Flag se sacrifie pour stopper un ancien ennemi de  Blackhawk, War Wheel,.

### Rick Flag Jr.
Le Capitaine Richard Rogers Flag Junior est le fils de Richard Flag. Il remplace son père dans l'équipe. Il y côtoie notamment sa petite-amie, Karin Grace, ainsi que le Dr. Hugh Evans et Jess Bright.
Rick Flag Jr. est chargé par le gouvernement de diriger la nouvelle Suicide Squad formée par Amanda Waller, ce qu'il accepte à contre-cœur. Immédiatement, Rick montre des signes d'instabilité et a du mal à gérer ces criminels, notamment Deadshot, qui est très différent de lui.

### Rick Flag III
Rick Flag III est le fils de Rick Flag Jr. et Karin Grace.

## Apparitions dans d'autres médias

### Cinéma

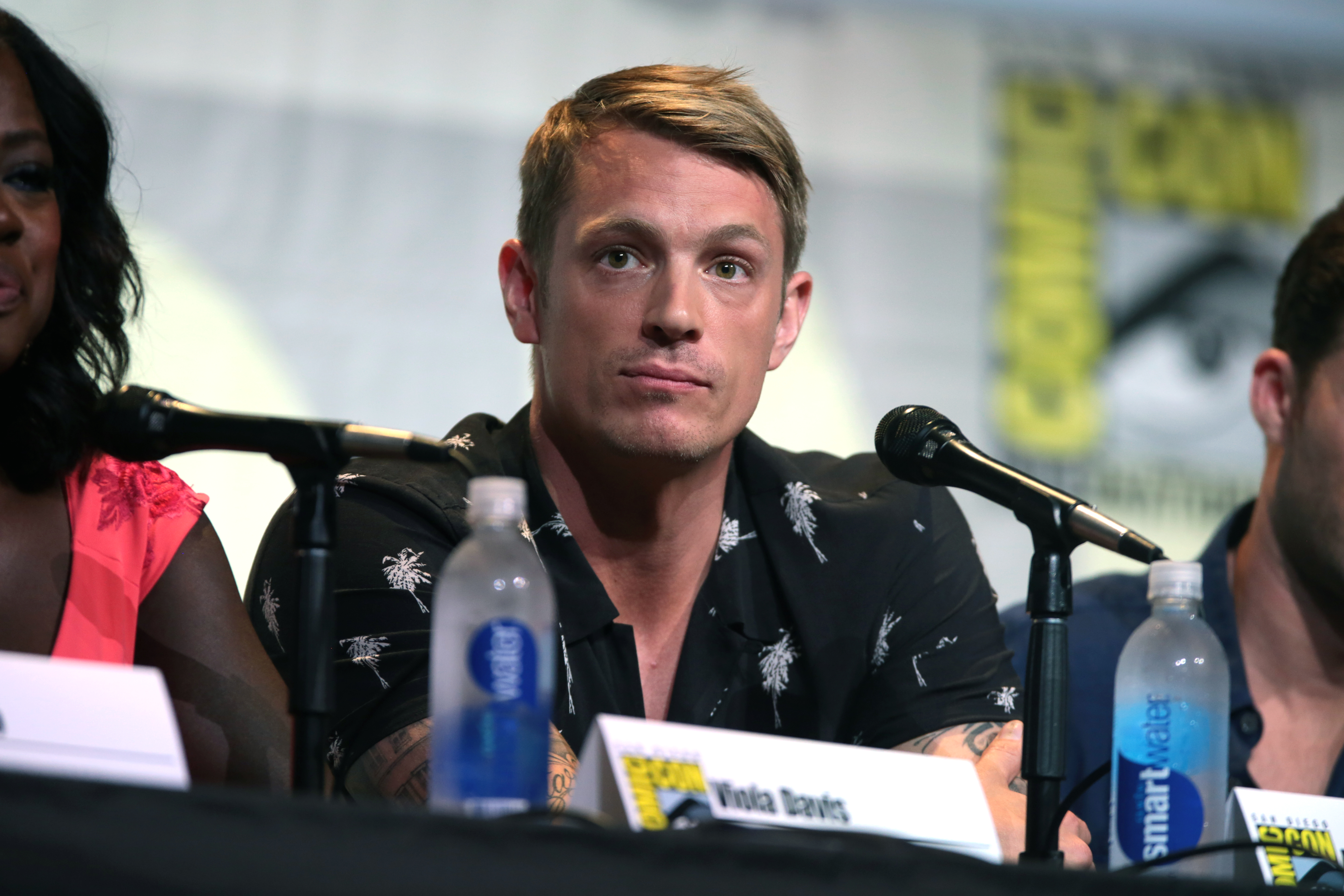
Le personnage du fils est interprété par Joel Kinnaman dans l'univers cinématographique DC.

- 2008 : Justice League: The New Frontier
- 2016 : Suicide Squad de David Ayer interprété par Joel Kinnaman
- 2021 : The Suicide Squad de James Gunn interprété par Joel Kinnaman
- 2025: Superman de James Gunn, Rick Flag Sr, interprété par Frank Grillo.

### Télévision
Rick Flag Jr. apparait dans un épisode de La Ligue des justiciers en 2005.
Entre 2010 et 2011, Rick Flag apparait sous les traits de Ted Whittall dans 4 épisodes de Smallville.
Rick Flag Sr est l'un des protagonistes principaux de la série animée Creature Commandos en 2024. Il est le père du Rick Flag Jr vu dans les 2 films live du Suicide Squad et décédé pendant la mission au Corto Maltese.

### Jeu vidéo
En 2013, le personnage est présent dans le jeu vidéo Batman: Arkham Origins Blackgate.